# Lolita Nie En Bloc
 Lolita Nie En Bloc  — це другий сингл гурту «Noir Désir», з альбому Tostaky, який був випущений у 1993 році лейблом Barclay.

## Композиції
1. Noir Désir — Lolita Nie En Bloc (3:30)
  - інженер — Eli Janney'
  - продюсер — Noir Désir , Ted Niceley
2. Noir Désir — Long Time Man (4:45)
  - продюсер — Giorgio Canali'
3. Noir Désir — Dirty (5:45)
  - запис та мікс — Giorgio Canali'
4. Theo Hakola — Where Do You Want Me To Look ?	(5:55)
  - бас — Pascal Humbert'
  - барабани — David Strayer'
  - інженер — Michael Piersante'
  - запис, продюсування, вокал, гітара, Piano — Theo Hakola'
  - скрипка — Bénédicte Villain'

## Виноски
1. ↑  Discographie Noir Désir (Французькою) . Архів оригіналу за 6 липня 2013. Процитовано 12 травня 2009.